# كارولاينا ريبر
فلفل كارولينا ريبر الحار هو نوع من نبات الفلفل الصيني. تم تطوير هذا الفلفل من قبل المربي الأمريكي إد كوري، وهو فلفل أحمر ومتعرج، وله ملمس متعرج وذيل صغير مدبب. كان الفلفل الأكثر سخونة في العالم وفقًا لموسوعة غينيس للأرقام القياسية من عام 2013 إلى عام 2023 قبل أن يتجاوزه فلفل بيبر إكس الذي طوره كوري أيضًا.
وينتسب هذا الفلفل إلى تربية فلفل من نوع غوست بيبر (حامل لقب الفلفل الأشد حرارة سابقاً) مع فلفل من نوع هابانيرو احمر. ويصل معدل شدة حرارة هذا الفلفل إلى 1,539,300 درجة على مقياس سكوفيل، وفي بعض الأحيان قد يصل إلى ما يفوق 2,200,000 درجة على مقياس سكوفيل..
يوجد هناك مقاطع فيديو على قناة يوتيوب يظهر فيها أشخاص يجرون تحدي تناول هذا الفلفل الحار. في أثناء معرض نيويورك للصلصة الحارة السنوي الثاني، عرض ايد كاري بشهادة من غينيس للأرقام القياسية، و أُجريت مسابقة تناول ثلاثة حبات كارولاينا ريبر في أسرع وقت، والذي فاز بها شخص اسمه رسل تود الذي استطاع بإجراء التحدي في 12,23 ثانية.

## روابط خارج الموقع
- الفلفل الأشد حرارة يتم زرعه في ولاية كارولاينا الجنوبية cbsnews.com
- الفلفل الأشد حرارة في العالم يصل إلى 2,2 مليون درجة سكوفيل latimes.com